# Blaps mortisaga
L'annunciatore della morte o nunzio della morte (Blaps mortisaga (Linnaeus, 1758)) è un coleottero della famiglia dei Tenebrionidi.

## Descrizione

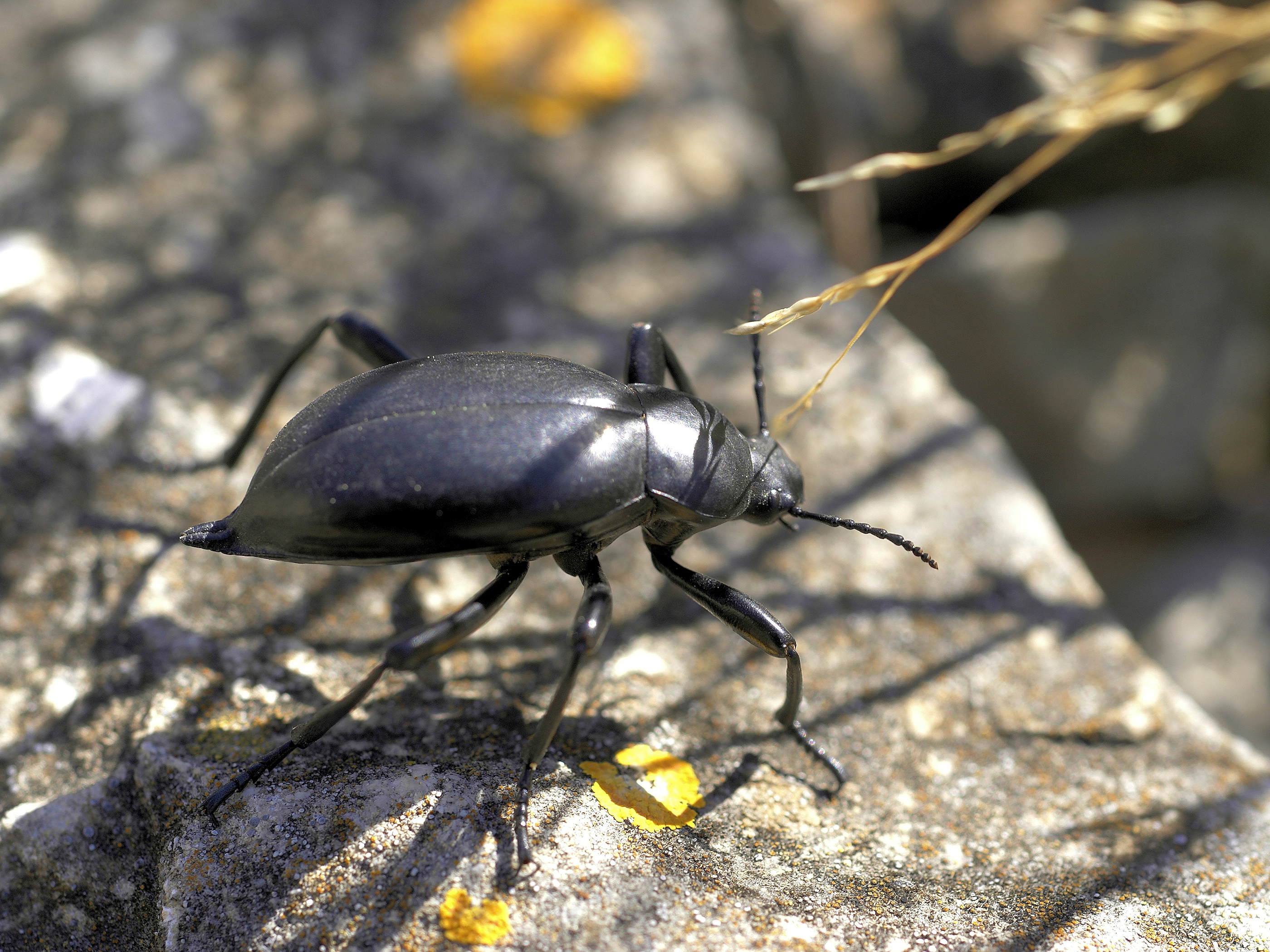
Blaps mortisaga

Si tratta di un coleottero nero, lungo dai 2 ai 2,5 cm, con un corsaletto grande e arrotondato sul davanti, privo di ali e con elitre convesse saldate tra di loro. Se minacciato espelle dall'ano un liquido scuro e lievemente irritante, con un forte odore sgradevole, ma al di là di questo è completamente innocuo.
Anticamente, a questo insetto erano attribuite proprietà malefiche e si credeva nascesse proprio dal materiale putrescente, il che spiega il nome comune, del tutto immeritato, di "annunciatore della morte" (talvolta applicato anche alle specie congeneri).

## Distribuzione e habitat
Ha abitudini notturne e vive principalmente in ambienti umidi e bui (ad esempio scantinati, ruderi o tane di altri animali), dove abbondano le sostanze in putrefazione di cui si nutre e in cui depone anche le uova.
La specie è attestata in Europa centrale, Scandinavia, nord della Russia europea, Italia continentale e isole britanniche.